# Фосебрея

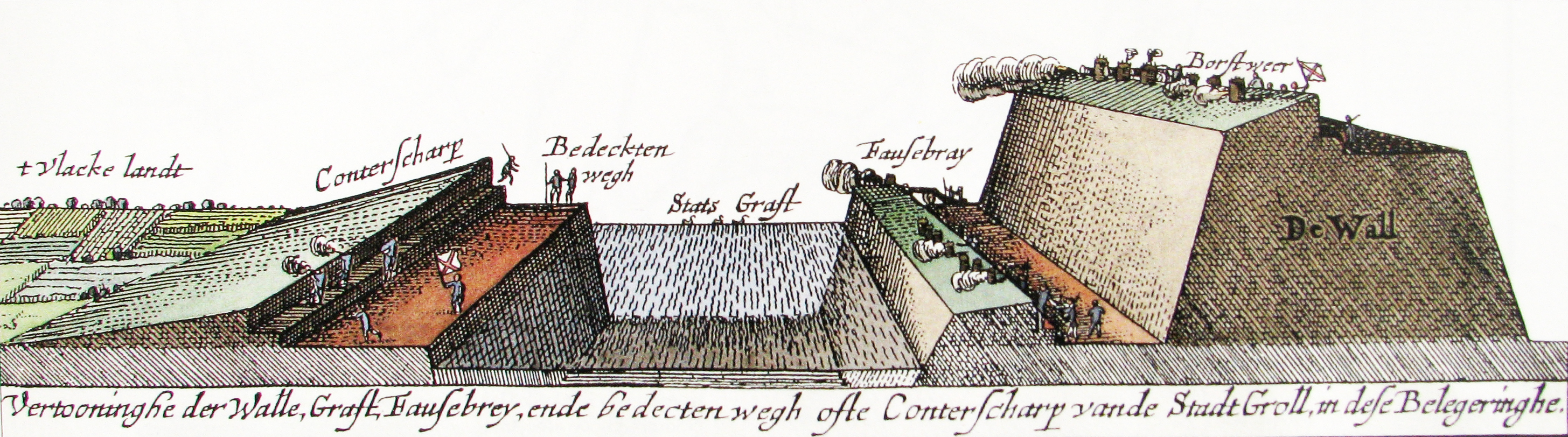
Фосебрея праворуч

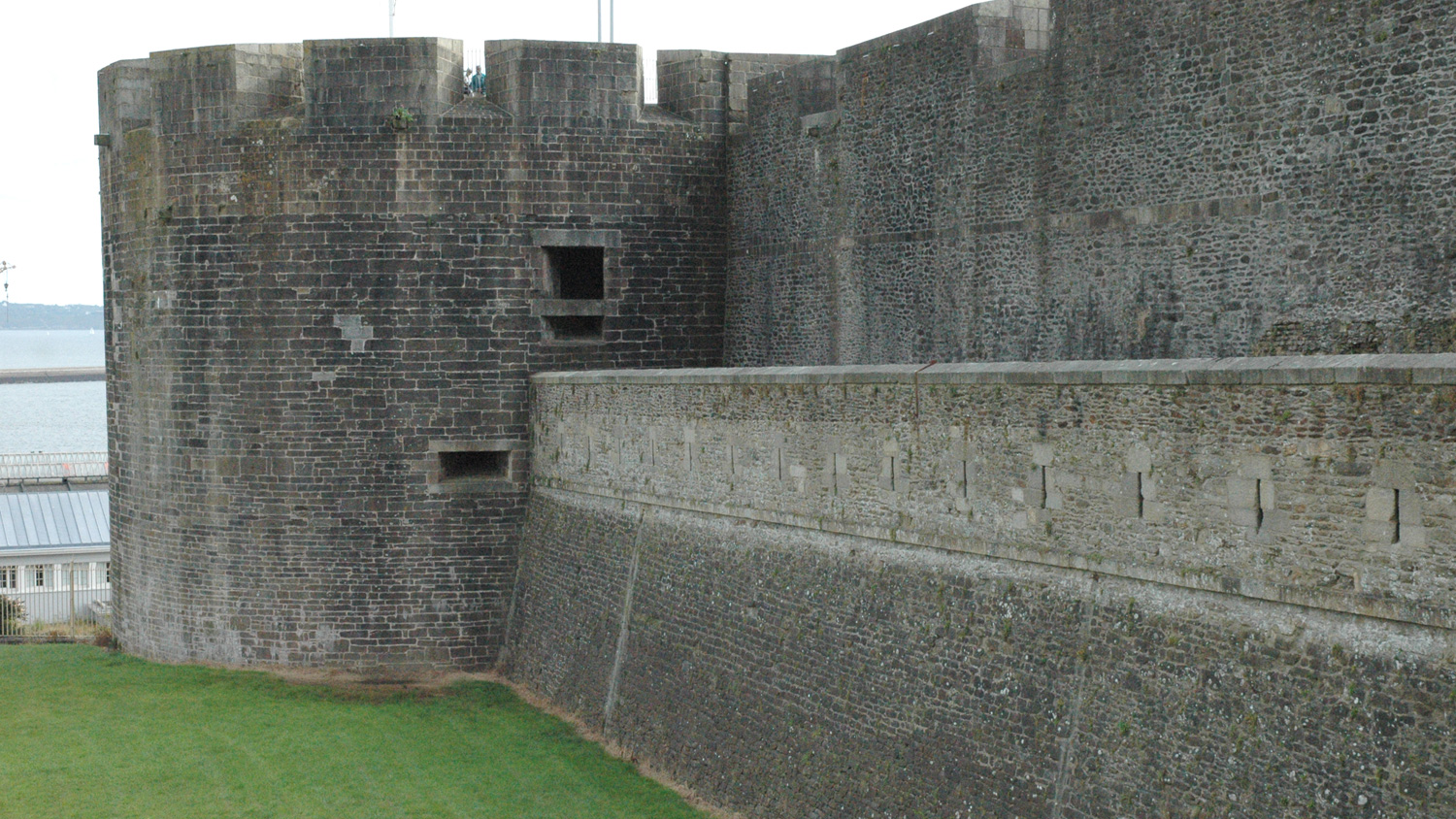
Мурована фосебрея Брестського замку, Франція

Фосебре́я (фр. fausse-braie — «фальшивий насип») — висунутий вперед перед головним додатковий знижений фортифікаційний вал, паралельний останньому. Фосебрея спочатку з'явилася в фронтах нідерландських фортець XVI в. і служила позицією для настильної оборони водяного рову фронтальним рушничним вогнем. В XIX столітті, знову з'явилася в фортах, озброєних артилерією, як самостійна стрілецька позиція попереду високого артилерійського валу. Фосебрея використовувалася як вогнева позиція стрільців, які призначалися для знищення ворожих солдатів, що проникли в рів.